# Youssef Aït Bennasser
Youssef Aït Bennasser (Toul, 7 juli 1996) is een Marokkaans voetballer die bij voorkeur als defensieve middenvelder speelt. Hij verruilde AS Nancy in 2016 voor AS Monaco. Aït Bennasser debuteerde in 2016 in het Marokkaans voetbalelftal.

## Clubcarrière
Aït Bennasser speelde in de jeugdopleiding van AS Nancy. Hij debuteerde op 3 augustus 2015 in de Ligue 2, tegen Tours FC. Zijn eerste competitietreffer volgde op 28 november 2015, tegen Le Havre AC. Hij kwam in zijn debuutseizoen tot 33 competitieduels en dwong met Nancy promotie af naar de Ligue 1. Aït Bennasser verdiende met zijn prestaties een transfer naar AS Monaco, dat drie miljoen euro voor hem betaalde. Aït Bennasser werd nog één seizoen verhuurd aan Saint-Étienne